# Stiriodes virida
Stiriodes virida là một loài bướm đêm trong họ Noctuidae.